# Kronstorf
Kronstorf est une commune autrichienne du district de Linz-Land en Haute-Autriche.

## Jumelage
Bourth (France) depuis 1972